# پل گرایس
هربرت پل گرایس (زادهٔ ۱۳ مارس ۱۹۱۳ – درگذشتهٔ ۲۸ اوت ۱۹۸۸) فیلسوف تحلیل زبانی انگلیسی، چهرهٔ اساسی و اصلیِ فلسفهٔ آکسفورد پس از جنگ جهانی دوم است. تأثیر وی بر گسترش فلسفهٔ تحلیلی غیرقابل انکار است. گرایس در فلسفهٔ زبان دارای دو نظریهٔ عمده است: یکی معنای غیرطبیعی و دیگر نظریه استلزام ارتباطی

## زندگی‌نامه
وی در سال ۱۹۱۳ در شهر بیرمنگام انگلستان زاده شد و در ۱۹۸۸ در برکلی وفات یافت. زمانه‌ای که گرایس در آن زندگی می‌کرد مصادف با ظهور اثبات‌گرایی و جنگ جهانی بود. گرایس اندک زمانی هم در نیروی دریایی خدمت کرد. وی از پرکارترین فیلسوفان قرن بیستم بود. دل‌مشغولی‌های گرایس عمدتاً در زمینهٔ فلسفهٔ زبان است، ولی او در زمینهٔ اخلاق، متافیزیک و کانت‌شناسی و ارسطوشناسی نیز صاحب‌نظر است.

## نظرات
یکی از مهم‌ترین نظریات گرایس در فلسفهٔ زبان، معنای غیرطبیعی است که در مقالهٔ ۱۹۵۷ وی برای اولین بار ظاهر شد. گرایس در این مقاله به معرفی معنایی پرداخت که بعدها از آن با عنوان «معنای گوینده» یاد می‌شود. از نظر گرایس اولاً میان معنای طبیعی و غیرطبیعی فرق است. از نظر گرایس معنای طبیعی در این جمله نشان داده شده‌است: «آن دانه‌ها سرخک هستند»، و معنای غیرطبیعی در این جمله مثال زده شده‌است: «آن سه حلقهٔ روی زنگ بدین معناست که اتوبوس پر از آدم است و دیگر ظرفیت ندارد.» گرایس به تحلیل جملهٔ نوع دوم می‌پردازد. گرایس قصد داشت تا تمام معانی غیرطبیعی را تبیین کند.
گرایس، ازسوی دیگر، بحث کاربردشناسی زبان را نیز مطرح کرد. در کاربردشناسی از طریق توجه به چگونگی به‌کارگیری زبان توسط مردم، می‌توان نیات و مقصود آن‌ها را دریافت. گرایس کاربردشناسی را در اصول همکاری بیان می‌کند. به نظر گرایس، تحت تأثیر کانت، چهار اصل مهم در همکاری وجود دارد: ۱- اصل کمّیّت، ۲- اصل کیفیت، ۳- اصل رابط، ۴-اصل شیوه